# Ustaški zločini u Drugom svjetskom ratu
Ustaški zločini u Drugom svjetskom ratu predstavljaju kompleksnu i tragičnu epizodu obilježenu sustavnim nasiljem i masovnim stradanjima, koje je provodio ustaški režim Nezavisne Države Hrvatske (NDH) u razdoblju od 1941. do 1945. godine. Ti zločini, utemeljeni na fašističkoj i totalitarnoj ideologiji režima predvođenog Antom Pavelićem, obuhvaćali su genocid, zločine protiv čovječnosti i ratne zločine. Provođeni su kroz organizirani državni aparat, koji je uključivao hitno proglašavanje rasnih zakona odmah po uspostavi države, uspostavu široke mreže koncentracijskih logora poput Jasenovca, Jadovna i Danice, te zločinačko djelovanje vojnih, policijskih i specijalnih ustaških postrojbi.
Oblici zločina bili su raznoliki i brutalni: od masovnih prisilnih pokrštavanja, osobito srpskog stanovništva, sustavnog razaranja i skrnavljenja vjerskih objekata, prvenstveno pravoslavnih crkava i židovskih sinagoga, preko masovnih egzekucija civila zbog odmazde, što je bilo i zakonski regulirano, do sustavnog pritvaranja, zatvaranja, mučenja i ubijanja političkih neistomišljenika i protivnika režima, kao i mučenja i ubijanja zarobljenih pripadnika Narodnooslobodilačke vojske bez poštovanja međunarodnih konvencija.
Svi ovi zločini bili su usmjereni protiv različitih etničkih, vjerskih i političkih skupina, uključujući i Hrvate antifašiste i pripadnike Hrvatske seljačke stranke koji su se suprotstavljali režimu. Posebno brutalnom progonu i politici istrebljenja bili su izloženi Srbi, Romi i Židovi. Ustaški režim je, u slučaju Židova i Roma, gotovo u potpunosti uspio u namjeri njihovog fizičkog uništenja na teritoriju tadašnje NDH, dok je nad srpskim narodom počinjen genocid koji je rezultirao stotinama tisuća žrtava kroz masakre, deportacije i sustavno uništavanje u logorima.

## Kontekst
Ustaški zločini u Drugom svjetskom ratu neraskidivo su povezani s uspostavom i karakterom Nezavisne Države Hrvatske (NDH). Nastala u travnju 1941. godine, nakon sloma Kraljevine Jugoslavije u Travanjskom ratu i pod izravnim utjecajem nacističke Njemačke i fašističke Italije, NDH je od samog početka bila marionetska država Sila Osovine. Na čelo države došao je ustaški pokret s Antom Pavelićem kao poglavnikom. Ustaški režim je odmah po preuzimanju vlasti uspostavio fašističku totalitarnu diktaturu, u kojoj je sva vlast bila koncentrirana u rukama Poglavnika i ustaškog pokreta.
Ideološka osnova režima bila je ekstremno nacionalistička, rasistička i antisemitska, s posebnim naglaskom na antisrpstvo i antikomunizam. Jedan od prvih poteza novih vlasti bilo je donošenje niza rasnih i diskriminacijskih zakona, po uzoru na nacističku Njemačku, kojima su Židovi, Srbi i Romi stavljeni izvan zakona i lišeni osnovnih ljudskih i građanskih prava. Već 17. travnja 1941. donesena je Zakonska odredba za obranu naroda i države, koja je ozakonila teror i propisala smrtnu kaznu za širok spektar djela protiv "časti i životnih interesa hrvatskog naroda" ili opstanka NDH. Ubrzo su uslijedile i zakonske odredbe o prijekim sudovima koji su izricali najteže kazne, često bez prava na žalbu. Cilj ustaškog režima bio je stvaranje etnički "čiste" hrvatske države, što je podrazumijevalo fizičku eliminaciju ili protjerivanje Srba, Židova i Roma, kao i nemilosrdan obračun s političkim protivnicima, prvenstveno komunistima i drugim antifašistima, uključujući i Hrvate koji se nisu slagali s ustaškom politikom.
Međunarodni položaj NDH bio je u potpunosti ovisan o volji njenih njemačkih i talijanskih mentora, koji su teritorij države podijelili na svoje interesne sfere i eksploatirali njene resurse. Unutarnja represija i brutalnost ustaškog režima, kao i sama okupacija, brzo su doveli do organiziranja otpora. Narodnooslobodilački pokret (NOP), predvođen Komunističkom partijom, jačao je tijekom rata, vodeći oružanu borbu protiv okupatora i ustaškog režima, što je dodatno eskaliralo nasilje i represalije od strane ustaških vlasti. U takvom ozračju sveopćeg rata, terora i ideološke isključivosti stvoren je okvir za počinjenje masovnih zločina koji su obilježili četverogodišnje postojanje NDH.

## Zločini prema etničkim, vjerskim i političkim skupinama

### Zločini nad Srbima
Srpsko stanovništvo bilo je jedna od primarnih meta ustaškog terora, koji se manifestirao kroz niz sustavnih mjera. Odmah po uspostavi NDH doneseni su rasni zakoni kojima su Srbi stavljeni izvan zakona i lišeni građanskih prava. Bili su primorani nositi posebne oznake, poput slova "P" za pravoslavni, a naziv njihove vjere službeno je promijenjen iz srpsko-pravoslavna u grčko-istočna, uz zabranu korištenja ćirilice. Režim je provodio i masovna prisilna prekrštavanja Srba na katoličanstvo, pri čemu se procjenjuje da je oko 250.000 ljudi promijenilo vjeru, iako ni to često nije pružalo zaštitu od daljnjeg progona.
Srbima je sustavno oduzimana imovina, uključujući imovinu Srpske pravoslavne crkve, čiji je dio predan Katoličkoj crkvi, a mnoge pravoslavne crkve su uništene ili oskvrnute. Provođena su masovna protjerivanja, posebno Srba naseljenih nakon 1900. godine. Njemački vojni izvori, poput Siegfrieda Kaschea, navode da su do rujna 1941. ustaške vlasti u Srbiju deportirale ukupno 118.110 ljudi, što legalnim što ilegalnim transportima, a općenito se smatra da je oko 200.000 Srba protjerano ili izbjeglo iz NDH.
Najteži oblik zločina predstavljala su masovna ubojstva i masakri civilnog stanovništva koje su provodile ustaške postrojbe. Primjeri uključuju Gudovac u travnju 1941. gdje je ubijeno između 184 i 196 Srba, Glinu s 300-400 žrtava, te brojne pokolje u Lici i na Kordunu u svibnju 1941., poput onih u Blagaju, Gornjoj i Donjoj Suvaji, Osredcima, Bubnju i Boričevcu. U veljači 1942. u okolici Banja Luke ubijeno je 2.300 Srba, uključujući čitav jedan razred osnovnoškolaca. Srbi su također masovno deportirani u koncentracijske logore poput Jasenovca, Jadovna, Danice, Gospića i Paga, gdje su bili podvrgnuti sustavnom istrebljenju. Procjenjuje se da je ustaški režim odgovoran za smrt oko 300.000 Srba, od čega je, prema podacima JUSP Jasenovac, samo u Jasenovcu stradalo preko 43.000 Srba do kraja rata.

### Zločini nad Židovima
Židovsko stanovništvo u Nezavisnoj Državi Hrvatskoj bilo je od samog početka uspostave ustaškog režima izloženo sustavnom i brutalnom progonu koji je kulminirao Holokaustom cijelom teritoriju te zločinačke države. Već 30. travnja 1941. godine doneseni su rasni zakoni, poput Zakonske odredbe o rasnoj pripadnosti i Zakonske odredbe o zaštiti arijske krvi i časti hrvatskoga naroda, kojima su Židovi lišeni svih građanskih prava i stavljeni izvan zakona. Bili su primorani nositi posebnu oznaku - žutu Davidovu zvijezdu - kako bi bili javno identificirani i poniženi. Ustaški režim je također proveo potpunu konfiskaciju sve židovske imovine, uključujući nekretnine, tvrtke i osobne dragocjenosti, donošenjem zakona o nacionalizaciji 10. listopada 1941. Sinagoge, kao središta židovskog vjerskog i kulturnog života, bile su meta uništavanja; zagrebačka sinagoga je srušena, a i druge su doživjele sličnu sudbinu ili su bile devastirane.
Teror nad Židovima započeo je gotovo odmah nakon uspostave NDH. Već prije 15. travnja 1941. zabilježena su ubojstva dvojice židovskih industrijalaca, pljačke židovskih društava, otmice radi otkupnine i paljenje osječke sinagoge. Židovi su, zajedno s komunistima, često bili meta kolektivnih odmazdi. Primjerice, nakon napada na ustašku jedinicu kod Botaničkog vrta u Zagrebu u kolovozu 1941., strijeljano je oko stotinu "komunista i Židova, intelektualnih začetnika zločina", što je režim javno oglasio putem plakata.
Ustaške vlasti su organizirale masovna uhićenja i deportacije Židova. Jedna od prvih većih skupina žrtava bili su 165 židovskih omladinaca, članova sportskog kluba Makabi iz Zagreba, koji su uhićeni u svibnju 1941. i poslani u logor Danica, gdje su gotovo svi kasnije ubijeni. Židovi su deportirani kako u ustaške koncentracijske logore unutar NDH - poput Danice, sustava logora Gospić-Jadovno-Pag (gdje je u ljeto 1941. ubijeno između 2.000 i 3.000 Židova), Đakova i Loborgrada - tako i u nacističke logore smrti izvan teritorija NDH, prvenstveno u Njemačku i Poljsku. Od oko 39.000 Židova koji su živjeli na teritoriju NDH prije rata, procjenjuje se da ih je ubijeno oko 31.000, od čega je oko 7.000 deportirano u nacističke logore, dok je velika većina stradala u ustaškim logorima.
Koncentracijski logor Jasenovac postao je središnje mjesto istrebljenja Židova u NDH. U ovom logoru smrti, zajedno sa Srbima, Romima i političkim protivnicima, Židovi su bili podvrgnuti nehumanim uvjetima, prisilnom radu, mučenjima i masovnim egzekucijama. Sustavna genocidna politika prema Židovima u Jasenovcu dosegla je svoj vrhunac, čineći ovaj logor jednim od najzloglasnijih simbola ustaških zločina.

### Zločini nad Romima
Romska zajednica u Nezavisnoj Državi Hrvatskoj bila je, uz Srbe i Židove, meta sustavnog genocida, poznatog u romskom jeziku kao Porajmos (uništenje). Odmah po uspostavi ustaškog režima, Romi su, kao i druge ciljane skupine, bili obuhvaćeni rasnim zakonima koji su im oduzeli sva građanska prava i označili ih kao nepoželjne elemente u novostvorenoj državi. Ustaška politika prema Romima bila je u cijelosti usmjerena na njihovo potpuno fizičko istrebljenje s teritorija NDH.
Progon Roma provodio se kroz masovna uhićenja i deportacije u koncentracijske logore, gdje su bili izloženi nehumanim uvjetima, izgladnjivanju, prisilnom radu i masovnim egzekucijama. Koncentracijski logor Jasenovac bio je središnje mjesto stradanja Roma. Prema dostupnim informacijama, uvjeti za romske zatočenike u Jasenovcu, posebno u dijelu logora poznatom kao Ciglana, bili su čak i teži i brutalniji nego za ostale logoraše, što je dodatno ubrzavalo njihovu smrt. Ustaški režim je odgovoran za smrt velikog broja Roma; procjene se kreću od 20.000 do 50.000 ubijenih. Povjesničar Matt Biondich iznosi tragičnu konstataciju da su ustaše provele gotovo potpuno uništenje romske populacije na području NDH, argumentirajući to podatkom da je prvi poratni popis stanovništva iz 1948. godine zabilježio svega 405 Roma u Hrvatskoj i 422 u Bosni i Hercegovini. Ovi podaci svjedoče o razmjerima i učinkovitosti ustaške genocidne kampanje protiv romskog naroda.

### Zločini nad komunistima i antifašistima
Komunisti, njihovi simpatizeri, te svi drugi pojedinci i skupine koji su se aktivno ili pasivno suprotstavljali ustaškom režimu i fašističkoj ideologiji, bili su izloženi sustavnom i brutalnom progonu od samog početka uspostave Nezavisne Države Hrvatske. Ustaški režim smatrao je komunizam jednim od svojih glavnih neprijatelja te je poduzimao drastične mjere za njegovo suzbijanje. Kazneni zakoni NDH i Zakonska odredba o zaštiti naroda i države omogućavali su izricanje smrtne kazne za širok spektar djela, uključujući i verbalne delikte poput širenja "uznemirujućih vijesti" ili kritiziranja režima.
Progon se provodio kroz masovna uhićenja, zatvaranja u zatvorima i koncentracijskim logorima, mučenja i egzekucije, često nakon presuda prijekih sudova koji su djelovali bez osnovnih pravnih garancija. Jedno od najzloglasnijih mjesta za egzekucije u Zagrebu i okolici bila je šuma Dotrščina. Tamo su tijekom sve četiri godine rata dovođeni i strijeljani kako osuđenici prijekih sudova, tako i osobe koje uopće nisu bile suđene, uključujući taoce ubijene iz odmazde. Ove egzekucije često su bile javno oglašavane putem novinskih članaka ili plakata postavljenih po gradovima, s ciljem zastrašivanja stanovništva i potencijalnih protivnika režima. Od 1943. godine, ustaške vlasti su u Zagrebu pribjegavale i javnim vješanjima osuđenika na bandere. Uz Dotrščinu, mnogi zagrebački antifašisti, Židovi i Srbi pogubljeni su i na lokaciji u Rakovom Potoku te na mnogim drugim manjim, znanim i neznanim stratištima u okolici Zagreba. Do danas tijela svih žrtava nisu pronađena, a mnoga stratišta ostala su neobilježena ili nedovoljno istražena. Iako su sustavna istraživanja žrtava fašističkog terora u Zagrebu započeta 1980. godine identificirala tisuće žrtava, a za samu Dotrščinu je imenom i prezimenom utvrđeno 637 žrtava, svjedočenja i razmjeri stratišta ukazuju na znatno veći, potencijalno više tisuća, broj pogubljenih na toj lokaciji tijekom četverogodišnje ustaške vladavine, pri čemu mnoga tijela nikada nisu pronađena niti identificirana.
Kolektivno kažnjavanje i ubijanje talaca kao mjera odmazde za diverzije ili napade na ustaške i njemačke snage bilo je uobičajena praksa, čak i zakonski regulirana u NDH, unatoč tome što je predstavljalo direktnu povredu međunarodnih konvencija. Primjerice, nakon napada pripadnika SKOJ-a na ustašku jedinicu kraj Botaničkog vrta u Zagrebu u kolovozu 1941., kada je ranjeno 28 ustaša, kao odmazda je na Dotrščini strijeljano oko dvije stotine "komunista i Židova, intelektualnih začetnika zločina". Među žrtvama je bila i petnaestogodišnja učenica Vera Gross. Slično tome, devet istaknutih komunista i ljevičarskih intelektualaca, uključujući dr. Božidara Adžiju, Ognjena Pricu i Otokara Keršovanija, odvedeno je iz logora Kerestinec i strijeljano na Dotrščini 9. srpnja 1941., kao odmazda za ubojstvo policijskog agenta Tiljka.
Logor Kerestinec bio je mjesto internacije velikog broja ljevičara i komunista, uključujući i poznatog književnika Augusta Cesarca. Nakon strijeljanja devetorice zatočenika, preostali su pokušali bijeg u noći s 13. na 14. srpnja 1941., no većina je uhvaćena. August Cesarec je također uhvaćen i kasnije ubijen, iako točne okolnosti njegove smrti nisu sa sigurnošću utvrđene. Komunisti i antifašisti su također upućivani i u druge koncentracijske logore poput Jasenovca i Danice, gdje su mnogi izgubili živote.
Žrtve ustaških progona bili su ljudi različitih profila: intelektualci, profesori, novinari, inženjeri, studenti, učenici, ali i radnici, seljaci, obrtnici i domaćice. Na Dotrščini su, primjerice, pogubljeni brojni građani Zagreba koji, iako možda nisu svi bili komunisti, jesu bili protivnici ustaškog režima. Značajan dio žrtava na tom stratištu bili su Hrvati. Nakon 1990. godine, djelovala je i državna Komisija za utvrđivanje ratnih i poratnih žrtava. Njen rad i zaključci, poput onih o broju žrtava u Jasenovcu i na Dotrščini, bili su predmet kritika zbog metodologije i interpretacija koje su neki smatrali pokušajem revizije povijesti i umanjivanja ustaških zločina.

### Zločini nad pripadnicima Narodnooslobodilačke vojske (partizanima)
Pripadnici Narodnooslobodilačke vojske (NOVJ), poznati kao partizani, koji su vodili oružanu borbu protiv ustaškog režima i okupacijskih snaga, bili su izloženi brutalnim represalijama kada bi pali u zarobljeništvo. Ustaške vlasti i njihove vojne postrojbe često nisu poštovale međunarodne konvencije o postupanju s ratnim zarobljenicima. Umjesto toga, zarobljeni partizani su nerijetko bili podvrgnuti mučenjima, prijekim suđenjima bez adekvatne obrane, ili su bili likvidirani na licu mjesta. Borba protiv partizanskog pokreta bila je jedan od prioriteta ustaškog režima, a svaka akcija partizana često je rezultirala žestokim odmazdama koje su pogađale ne samo borce, već i civilno stanovništvo na područjima gdje je NOP imao podršku.
Masovne egzekucije zarobljenih partizana bile su dio šire strategije slamanja otpora. Iako priloženi tekstovi ne ulaze u detaljne opise specifičnih masovnih zločina isključivo nad partizanima kao posebnom kategorijom na mnogim lokacijama, opći kontekst rata u Jugoslaviji i brutalnost ustaškog režima ukazuju na tešku sudbinu zarobljenih boraca. Na stratištu Dotrščina kraj Zagreba, uz druge protivnike režima, pogubljen je i određen broj zarobljenih partizana, iako se navodi da njihov broj tamo nije bio izrazito velik u usporedbi s drugim skupinama žrtava. Priloženi opći članak o NDH također spominje da zarobljeni pripadnici Narodnooslobodilačke vojske često nisu tretirani kao ratni zarobljenici, već su bili podvrgnuti mučenjima i masovnim strijeljanjima, te da je ova praksa bila široko rasprostranjena tijekom rata.

### Zločini nad pripadnicima Hrvatske seljačke stranke (HSS)
Hrvatska seljačka stranka (HSS), kao najsnažnija i najpopularnija hrvatska politička stranka u razdoblju prije Drugog svjetskog rata, predstavljala je značajan politički faktor čiji je utjecaj ustaški režim nastojao eliminirati ili podrediti. Iako su neke strukture HSS-a, poput dijelova Hrvatske seljačke i građanske zaštite, u prvim danima uspostave NDH sudjelovale u osiguravanju mirnog prijenosa vlasti, ustaško vodstvo je ubrzo pokazalo svoje pravo lice prema HSS-u. Organizacija Hrvatske seljačke i građanske zaštite je razoružana i raspuštena, a sama stranka je, kao i sve druge političke stranke osim ustaškog pokreta, formalno zabranjena 11. lipnja 1941. godine.
Vođa HSS-a, Vladko Maček, odbio je suradnju s ustaškim režimom i bio je interniran, prvo u logoru Jasenovac, a kasnije je držan u kućnom pritvoru na svom imanju u Kupincu te u izolaciji u Zagrebu. Represija nije bila usmjerena samo na vodstvo. Mnogi članovi i simpatizeri HSS-a koji se nisu priklonili novom režimu bili su izloženi pritiscima, uhićenjima i progonima. Neki od istaknutih članova HSS-a poslani su u koncentracijski logor Danica već u ranom razdoblju NDH. Jedan od najpoznatijih i u narodu najpopularnijih HSS-ovaca, književnik Mihovil Pavlek Miškina, ubijen je u koncentracijskom logoru Stara Gradiška u lipnju 1942. godine.
Ustaški režim je aktivno radio na razbijanju HSS-a i vršio pritisak na njegove članove da pristupe ustaškom pokretu, no ti pokušaji uglavnom nisu urodili plodom. Kasnije tijekom rata, dio vodstva HSS-a bio je uključen u urotu Lorković-Vokić, koja je imala za cilj prebacivanje NDH na stranu Saveznika. Nakon neuspjeha urote 1944. godine, pripadnici HSS-a koji su u njoj sudjelovali, poput Ljudevita Tomašića i Ivanka Farolfija, bili su uhićeni i kasnije smaknuti u logoru Jasenovac. Ovi događaji jasno pokazuju da je ustaški režim HSS smatrao prijetnjom i da je bio spreman na brutalne obračune s njegovim članovima koji se nisu pokoravali njegovoj politici.

### Zločini nad drugim skupinama
Osim navedenih etničkih, vjerskih i primarno ciljanih političkih skupina, ustaški režim provodio je represiju i zločine i nad drugim pojedincima i skupinama koji su smatrani prijetnjom ili su se na bilo koji način suprotstavljali njegovoj politici.
Jedna od takvih skupina bili su pripadnici Hrvatskog domobranstva, regularne vojske NDH, koji su pokazivali simpatije prema Narodnooslobodilačkom pokretu ili su na bilo koji način surađivali s njim. Zabilježeno je da je veći broj domobranskih časnika, pa čak i onih viših činova poput pukovnika, osuđen na smrt pred ustaškim vojnim sudovima. Egzekucije su vršene na stratištima poput Dotrščine, ili u logorima kao što su Lepoglava i Jasenovac. Samo u četiri procesa vođena 1944. godine pred jednim od sudaca Ratnog suda u Zagrebu, osuđeno je 109 domobranskih vojnika i časnika, od kojih je više od polovine ubijeno do kraja rata.
Represiji su bili izloženi i neki katolički svećenici koji se nisu slagali s ustaškom politikom ili su javno istupali protiv zločina. Iako je Katolička crkva u početku pozdravila osnivanje NDH, a dio nižeg klera bio naklon ustaškom pokretu, kritički glasovi unutar Crkve bili su ušutkivani. Priloženi tekst o NDH navodi da su tijekom rata vlasti NDH ubile 11 katoličkih svećenika s područja NDH, a deseci su završili u zatvoru. Primjerice, zagrebački kanonik Pavao Lončar osuđen je na smrt (kazna kasnije preinačena u zatvor) zbog kritiziranja ustaškog režima i Pavelića.
Također, žrtve ustaškog terora mogli su postati i obični građani koji su se na bilo koji način zamjerili lokalnim ustaškim moćnicima, bili lažno optuženi ili jednostavno smatrani "nepouzdanima". Sustav prijekih sudova i široko definirana djela "protiv države" omogućavali su brze osude i egzekucije bez stvarne mogućnosti obrane.

## Poznata ustaška stratišta
Tijekom četverogodišnjeg postojanja Nezavisne Države Hrvatske, ustaški režim uspostavio je i koristio brojne lokacije diljem zemlje kao mjesta za masovna uhićenja, zatočenja, mučenja, egzekucije i sustavno istrebljenje svojih stvarnih ili pretpostavljenih protivnika, kao i pripadnika ciljanih etničkih i vjerskih skupina. Ova gubilišta varirala su od velikih, organiziranih koncentracijskih logora do manjih, improviziranih stratišta.

### Koncentracijski logori
Najzloglasnija mjesta stradanja bili su koncentracijski logori. Sustav logora Jasenovac, sa svojim podlogorima među kojima se ističe Stara Gradiška, postao je središnjim mjestom genocida nad Srbima, Židovima i Romima, te masovnih ubojstava Hrvata antifašista i drugih političkih protivnika. U Jasenovcu su žrtve bile izložene krajnje nehumanim uvjetima, prisilnom radu do iznemoglosti, sustavnom izgladnjivanju, mučenjima i masovnim likvidacijama koje su se provodile na različite načine, uključujući strijeljanja, klanja i ubijanja tupim predmetima. Procjenjuje se da je u Jasenovcu stradalo između 80.000 i 100.000 ljudi.
Već u prvim mjesecima NDH, u travnju 1941., osnovan je logor Danica kraj Koprivnice, koji je služio kao sabirni i tranzitni logor, ali i kao mjesto prvih masovnih uhićenja Srba, Židova i komunista, od kojih su mnogi kasnije prebačeni i ubijeni u drugim logorima poput Jadovna i Jasenovca. Logor u Slavonskoj Požegi se spominje kao mjesto gdje su u kolovozu 1941. sustavno ubijeni deportirani Srbi, a u logor Tenja zatvarani su Srbi, Židovi i Romi iz Osijeka i okolice, od kojih je velik broj, uključujući i djecu, deportiran u logor Auschwitz.
Sustav logora Gospić-Jadovno-Pag, koji je uključivao i logor Slana na otoku Pagu te brojne kraške jame na Velebitu, bio je aktivan u ljeto 1941. godine i postao je mjesto masovnog istrebljenja tisuća Srba i Židova, koji su tamo dovođeni i na najbrutalnije načine ubijani i bacani u jame. Preživjele su u kolovozu 1941. prebacili u logor Jastrebarsko i odatle u logore Danica, Kruščica, Lobor i najviše Jasenovac.
Drugi značajni logori u kojima su počinjeni zločini bili su Đakovo, gdje su uglavnom bile zatočene židovske i srpske žene i djeca izloženi teškim uvjetima i bolestima, te logori Kerestinec i Lepoglava. Kerestinec je bio mjesto zatočenja i kasnijih likvidacija brojnih ljevičarskih intelektualaca i komunista, dok je Lepoglava, nekadašnja kaznionica, također pretvorena u ustaški logor gdje su vršene egzekucije, uključujući i domobranske časnike osuđene za suradnju s NOP-om. Poznat je i Sabirni logor Jastrebarsko, kraj Jastrebarskog, koji je služio kao logor isključivo za djecu, uglavnom s Kozare i ostalih dijelova NDH, jedini dječji koncentracijski logor u svijetu. U tom logoru umrlo je 1018 djece, uglavnom od bolesti i neuhranjenosti.
Uz logore pod izravnom ustaškom upravom, važno je spomenuti i Koncentracijski logor Sajmište (Staro sajmište) kod Zemuna, koji se tada nalazio na teritoriju NDH, ali je bio pod njemačkom vojnom upravom. U ovom logoru stradale su tisuće Židova, Srba i Roma, kao i drugih antifašista, a mnoge žrtve, uključujući i oko 20.000 srpskih civila, bile su s područja NDH.

### Pokolji po selima pogotovo Like, Korduna, Banije te Bosne i Hercegovine
Osim organiziranih logora, brojna druga mjesta diljem NDH postala su poprišta masovnih ubojstava i zločina uslijed vojnih djelovanja Ustaške vojnice. U samim počecima režima, zločini su se dogodili u Petrovom Selu i Gudovcu kraj Bjelovara, gdje je u travnju 1941. počinjen jedan od prvih masovnih pokolja Srba. Masakri, koje su ustaše nazivale "akcije čišćenja", su se nastavili u Glini i obližnjoj Prekopi te diljem Like i Korduna, u mjestima poput Blagaja, te u skupini manjih sela Gornje i Donje Suvaje, Osredaka, Bubnja i Boričevca, smještenim u okolici Srba i Donjeg Lapca, gdje su ustaške postrojbe predvođene ustaškim zločincem Maksom Luburićem u ljeto 1941. provele brutalne pokolje nad lokalnim srpskim stanovništvom. U okolici Banja Luke, u selima Drakulić, Motike i Šargovac te u Vlasenici također su zabilježeni veliki zločini nad civilnim stanovništvom, uključujući i masovna ubojstva djece. Poznat je i pokolj u Voćinu početkom 1942. godine.

### Egzekucije, odmazde i deportacije u većim gradovima
Ustaški režim provodio je sustavni teror ne samo u ruralnim područjima i kroz razgranati logorski sustav, već i unutar velikih urbanih sredina Nezavisne Države Hrvatske. Gradovi poput Zagreba, Sarajeva, Splita, Osijeka i Gospića postali su poprišta različitih oblika zločina, od primjene i provođenja rasnih zakona, oduzimanja imovine i javnih poniženja, preko ciljanih političkih likvidacija i javnih egzekucija, do organiziranih uhićenja i deportacija u koncentracijske logore. Ustaška nadzorna služba (UNS) imala je ključnu ulogu u provođenju ovih zločina u gradovima.
Zagreb, kao glavni grad NDH i sjedište ustaške vlasti, bio je poprište intenzivnog terora. Odmah po uspostavi režima, započela je primjena rasnih zakona protiv Židova i Srba, uključujući njihovo označavanje, ograničavanje kretanja (poput naredbe o iseljenju iz sjevernih dijelova grada i pljačku imovine. Zagrebačka sinagoga je srušena kao simbolički čin uništenja židovske prisutnosti. U gradu Zagrebu i njegovoj neposrednoj okolici, šuma Dotrščina postala je glavno mjesto za pojedinačne i grupne egzekucije talaca, komunista, antifašista, Židova, Srba i drugih protivnika režima. Ljudi su tamo dovođeni i strijeljani tijekom sve četiri godine rata, a egzekucije su često bile javno oglašavane putem plakata kao sredstvo zastrašivanja. Uz Dotrščinu, i lokacija Rakov Potok, kao i šire područje parka Maksimir, u svijesti Zagrepčana toga doba postali su sinonimi za mjesta s kojih se nije vraćalo, ukazujući na postojanje i drugih, možda manje dokumentiranih, stratišta u okolici grada. Mnoga tijela žrtava s ovih lokacija nikada nisu pronađena niti identificirana.
U Osijeku su represivne mjere protiv Židova započele odmah nakon uspostave ustaške vlasti i dolaska njemačke vojske u travnju 1941. godine. Prva uhićenja ciljala su na imućne i društveno istaknute Židove, poput novinara Miroslava Friedmanna i predsjednika Cionističkog udruženja Edmunda Altmana, koji su odvođeni u logor u Grazu, a mnogi od njih kasnije u Jasenovac. Gotovo istovremeno, 14. travnja 1941., spaljena je sinagoga u Gornjem gradu, a rulja, sastavljena od Nijemaca i Hrvata, uništila je i židovsko groblje. Uvedena je kontribucija od Židova, prvotno u iznosu od 20 do 30 milijuna dinara, koja je kasnije legalizirana i podijeljena između hrvatske države, gradske općine i njemačke narodne grupe. Ustaške vlasti u Osijeku, predvođene civilnim i vojnim zapovjednikom Franjom Lukcem, provodile su pravno restriktivne mjere protiv Židova, uključujući postavljanje povjerenika u židovske tvrtke i oduzimanje imovine, često i prije donošenja odgovarajućih zakonskih odredbi na razini NDH. Židovi su bili podvrgnuti prisilnom radu, ponižavanjima, ograničenjima kretanja, obvezi nošenja židovske oznake te prisilnom iseljavanju iz svojih domova u centru grada na periferiju, da bi konačno, odlukom župana Stjepana Hefera u ožujku 1942., bili preseljeni u improvizirani logor (tzv. židovsku četvrt) kraj Tenje. Iz tog logora, gdje je bilo okupljeno oko 3300 Židova s šireg područja, većina je do kraja kolovoza 1942. deportirana u logore smrti.
U Dubrovniku i njegovom kotaru, uspostavom vlasti Nezavisne Države Hrvatske u travnju 1941. godine, odmah je započela primjena represivnih i rasnih zakona. Židovi i Srbi su uhićivani, otpremani u logore ili istjerivani iz grada, a njihova imovina je oduzimana. Iako je talijanska vojna reokupacija u rujnu 1941. ograničila izravno djelovanje ustaških civilnih vlasti, ustaški teror i progoni, posebno komunista, zabilježeni su i u ranom razdoblju. Nakon akcije skojevaca u ožujku 1942., ustaške vlasti su, uz talijansko vojno zapovjedništvo, sudjelovale u uhićenjima. Na širem području dubrovačkog kotara, posebno na Pelješcu, ustaške postrojbe su, ponekad u suradnji s talijanskom vojskom, sudjelovale u odmazdama protiv civilnog stanovništva, koje su uključivale uhićenja, ubojstva, pljačke i paljenje kuća. Prema podacima Zemaljske komisije za ratne zločine, ustaše su na području Dubrovnika (grad i kotar) odgovorne za ubojstvo 128 osoba.

## Broj žrtava
Utvrđivanje preciznog broja žrtava ustaškog režima u Nezavisnoj Državi Hrvatskoj predstavlja složen i dugotrajan historiografski zadatak, obilježen različitim procjenama, metodologijama i, nerijetko, političkim manipulacijama. Ipak, na temelju demografskih istraživanja i analize dostupnih povijesnih izvora, moguće je dati pouzdane okvire o razmjerima stradanja.
Opće procjene govore o stotinama tisuća ubijenih i prognanih tijekom četverogodišnjeg postojanja NDH. Prema podacima navedenim u priloženom općem članku o NDH, sam ustaški režim je tijekom svog postojanja prognao i ubio oko 300.000 Srba, najmanje 30.000 Židova i veliki broj Roma. Demograf Vladimir Žerjavić, čija se istraživanja često citiraju, iznio je procjene ukupnih ratnih i poratnih gubitaka na teritoriju koji je obuhvaćala NDH. Prema njegovim izračunima, na tom području je tijekom rata i poraća život izgubilo 322.000 Srba, od čega je 78.000 civilnih žrtava direktnog ustaškog terora. Nadalje, Žerjavić procjenjuje stradanje 192.000 Hrvata, 75.000 Muslimana, 26.000 Židova i 16.000 Roma. Žerjavić također navodi da su ustaše odgovorne za smrt 165.000 civila, što bi činilo polovicu svih civilnih žrtava na području NDH.
Kada je riječ o specifičnim skupinama, za Židove se procjenjuje da je od oko 39.000 koliko ih je živjelo na teritoriju NDH prije rata, ubijeno njih oko 31.000, što predstavlja gotovo potpuno uništenje židovske zajednice. Slična sudbina zadesila je i Rome, za koje se procjenjuje da ih je ubijeno između 20.000 i 50.000, a neki izvori, poput povjesničara Matta Biondicha, navode da je romska populacija gotovo u potpunosti istrijebljena.
Za Koncentracijski logor Jasenovac, kao najveće ustaško gubilište, procjene broja žrtava također variraju. Podaci Spomen-područja Jasenovac (JUSP Jasenovac) govore o poimeničnom popisu više od 83.000 žrtava, no napominje se da to nije konačan broj. Ustaški izvori iz ljeta 1941. navode da je u sustav logora Gospić-Jadovno-Pag poslano 28.700 osoba, od kojih se samo 4.000 vratilo nakon zatvaranja tih logora pod pritiskom Talijana, dok talijanski sanitarni izvještaji procjenjuju da je na tom području skončalo oko 12.000 ljudi. Njemački povjesničar Alexander Korb iznosi podatak da je samo u proljeće i ljeto 1941. na području NDH u ustaškom teroru pobijeno oko 100.000 Srba.
Važno je napomenuti da su popisi žrtava provođeni i u socijalističkoj Jugoslaviji (1946., 1950., 1964.), ali njihovi rezultati često nisu bili javno dostupni ili su bili predmet kasnijih osporavanja i revizija, što dodatno komplicira utvrđivanje konačnih brojki.

### Najpoznatije ustaške žrtve
Ustaški režim NDH (1941.-1945.) počinio je brojne zločine, uključujući genocid nad Srbima, Židovima, Romima i antifašistima. Među žrtvama su bili istaknuti intelektualci, vjerski vođe i antifašisti, od kojih su neki toliko značajni da su po njima nazvane ulice ili su opće poznati zbog svojih doprinosa i stradanja. Ovaj popis uključuje izuzetno poznate pojedince čija su imena zabilježena u povijesti, uključujući one po kojima su nazvane ulice, temeljeno na podacima iz Spomen-područja Jasenovac i drugih izvora.
- Božidar Adžija, novinar i komunist, ubijen u Jasenovcu 1941.
- Milan Šufflay, povjesničar, ubijen 1941. zbog antifašističkih stavova, po njemu su nazvane ulice u Zagrebu i Splitu.
- Ognjen Prica, antifašist i komunist, ubijen u logoru Stara Gradiška 1942., po njemu su nazvane ulice u Zagrebu i Rijeci.
- August Cesarec, književnik i komunist, ubijen u logoru Kerestinec 1941., po njemu su nazvane ulice u Zagrebu i drugim gradovima.
- Egon Berger, logoraš i svjedok, autor memoara o Jasenovcu, ubijen 1945., poznat po svjedočenjima.
- Anka Butorac, antifašistkinja, ubijena u Staroj Gradiški 1943.
- Nada Dimić, pripadnica NOP, narodni heroj Jugoslavije, članica prvog partizanskog odreda u Hrvatskoj, onog Sisačkog.
- Boris Hanžeković, atletičar i pravnik, pripadnik NOP.
- Mihovil Pavlek Miškina, hrvatski književnik, političar, član Hrvatske seljačke stranke.
- Zlata Šegvić, učiteljica, komunistkinja, pripadnica NOP, po njoj je nazvana osnovna škola u Splitu

## Odgovornost za počinjene zločine
Za zločine počinjene u Nezavisnoj Državi Hrvatskoj odgovoran je niz pojedinaca na različitim razinama ustaškog režima, od najviših državnih dužnosnika i ideologa, preko zapovjednika logora i vojnih postrojbi, do neposrednih izvršitelja na terenu.
Na samom vrhu zapovjednog lanca nalazio se poglavnik Ante Pavelić, kao apsolutni vođa NDH, koji snosi krajnju odgovornost za politiku terora i genocida koju je njegov režim provodio. Među visokim dužnosnicima koji su kreirali i provodili zločinačku politiku ističu se Eugen "Dido" Kvaternik, ravnatelj za javni red i sigurnost, šef Ustaške nadzorne službe (UNS) i jedan od glavnih organizatora ustaškog terora, te Andrija Artuković, ministar unutarnjih poslova, koji je bio ključan u implementaciji rasnih zakona i represivnih mjera.
Ideološku podlogu za zločine davali su istaknuti ustaški dužnosnici i publicisti. Mile Budak, kao jedan od glavnih ideologa ustaškog pokreta i ministar, svojim je javnim istupima i pisanjem značajno doprinosio stvaranju atmosfere koja je poticala i opravdavala progone i nasilje. Njegove izjave, poput one da dio Srba treba pobiti, dio protjerati, a dio prekrstiti, jasno su ocrtavale genocidne namjere režima.
Ideološku podlogu za zločine i stvaranje atmosfere koja ih je omogućavala davali su brojni ustaški dužnosnici, intelektualci i publicisti na različitim razinama. Među najistaknutijima bio je Mile Budak, jedan od glavnih ideologa ustaškog pokreta i ministar u vladi NDH. Njegovi javni govori i spisi, u kojima je otvoreno zagovarao nasilno rješavanje "srpskog pitanja" kroz formule o trećini koju treba pobiti, trećini protjerati i trećini prekrstiti, izravno su poticali genocidnu politiku režima. Uz Budaka, značajnu ulogu u oblikovanju i promicanju ustaške ideologije imali su i drugi pojedinci. Tu spadaju intelektualci poput filozofa Stjepana Zimmermanna, filozofa i indologa Čedomila Veljačića (koji se kasnije distancirao od ustaštva i postao budistički redovnik), te sociologa i etnologa Mirka Kus Nikolajeva, čiji su radovi i javno djelovanje, u različitim mjerama, doprinosili ideološkom ozračju NDH. Alexander Seitz, istaknuti ustaški dužnosnik i autor djela Put do hrvatskog socijalizma, inspiriranim nacionalsocijalizmom, također je bio važan promicatelj režimske ideologije. Seitz je otvoreno zagovarao eliminaciju nepoćudnih etničkih skupina, tvrdeći da "Židovi i Srbi više ne mogu postojati". Slično tome, katolički svećenik i pristaša NDH Dragutin Kamber svojim je pisanjem ilustrirao brutalnost te ideologije, navodeći da se "domoljublje mjerilo brojem poklanih Srba i Židova". Svi oni su svojim djelovanjem ideološki pripremali teren i davali opravdanje za masovne zločine. Ne treba zaboraviti ni Mladena Lorkovića. Iako je kasnije bio sudionik urote Lorković-Vokić s ciljem prebacivanja NDH na stranu Saveznika, u ranijem razdoblju rata, kao ministar vanjskih, a potom i unutarnjih poslova, bio je dio samog vrha režima. Njegove izjave iz 1941. godine, poput one da se "Hrvatski narod mora očistiti od Srba i Židova", često su citirane kao jasan primjer genocidnih namjera ustaškog vodstva.
Ustaški koncentracijski logori, posebice Jasenovac i Stara Gradiška, bili su ključni instrumenti terora Nezavisne Države Hrvatske (NDH) tijekom Drugog svjetskog rata, a njima su upravljali visoki dužnosnici Ustaškog pokreta poznati po ekstremnoj brutalnosti. Vjekoslav Maks Luburić, kao glavni organizator logorskog sustava NDH, nadzirao je Jasenovac i bio odgovoran za masovne zločine, uključujući ubojstva Srba, Židova, Roma i političkih protivnika. Dinko Šakić, zapovjednik Jasenovca od travnja do studenog 1944., osobno je sudjelovao u ubojstvima i mučenjima, uključujući ubojstvo 20 logoraša iz razonode, te je u Republici Hrvatskoj 1999. godine osuđen na 20 godina zatvora. Miroslav Filipović Majstorović, poznat kao "Fra Satana", bio je zapovjednik Jasenovca i Stare Gradiške (1942.-1943.), zloglasan po ritualnim pokoljima, uključujući masakr djece, te je osuđen na smrt 1945. Ljubo Miloš upravljao je Jasenovcem i bio poznat po sadističkim metodama, uključujući masovna strijeljanja, te je pogubljen 1948. Ivica Matković bio je zapovjednik u Staroj Gradišci, često surađujući s Filipovićem i Milošem, a poznat je po ekstremnoj okrutnosti. Dominik Hinko Piccilli, građevinski inženjer, vodio je radnu službu u Jasenovcu i izgradio "Pićilijevu peć" za spaljivanje žrtava, sudjelujući u zataškavanju zločina 1945. Ante Vrban, zamjenik zapovjednika Stare Gradiške, bio je odgovoran za masovna ubojstva, uključujući gušenje žrtava ispušnim plinovima. Maja Buždon i Božica Obradović upravljale su ženskim logorom Stara Gradiška, poznate po mučenju i ubojstvima zatvorenica, često bez povoda. Ovi zapovjednici, zajedno s drugim dužnosnicima poput Mije Babića (zamjenika u Jasenovcu), činili su jezgru ustaškog logorskog sustava, ostavljajući iza sebe desetke tisuća žrtava i tragove nehumanosti koji su šokirali čak i nacističke promatrače.
Ustaške vojne formacije, poput Crne legije, Ustaške vojnice i Poglavnikovog tjelesnog zdruga, bile su ključne u provedbi ratnih zločina i genocida tijekom postojanja NDH (1941.–1945.). Jure Francetić, zapovjednik Crne legije, predvodio je brutalne operacije u istočnoj Bosni, uključujući masakre Srba i Židova u mjestima poput Drakulića i Šargovca 1942., gdje su ubijene tisuće civila. Rafael Boban, također zapovjednik Crne legije i ustaških snaga u Hercegovini, bio je odgovoran za pokolje u selima poput Mostara i Stoca, ciljajući Srbe, Židove i antifašističke Hrvate, često uz ritualna ubojstva. Slavko Kvaternik, kao zapovjednik Ustaške vojnice, nadzirao je široke operacije čišćenja, uključujući masovna strijeljanja i deportacije u logore poput Jasenovca. Vjekoslav Maks Luburić ističe se kao zapovjednik čije su postrojbe počinile teške zločine, posebno u Lici i Kordunu, te kasnije kao zapovjednik Ustaške obrane, koja je upravljala logorskim sustavom. Franjo Šimić vodio je ustaške snage u Bosni, sudjelujući u zločinima u regiji Banje Luke i Sarajeva, uključujući masovna smaknuća civila. Ante Moškov, zapovjednik Poglavnikovog tjelesnog zdruga, bio je ključan u zaštiti režima i izvođenju kaznenih ekspedicija, poput onih u Lici, gdje su spaljivana sela i ubijani civili. Josip Metzger, zapovjednik u Slavoniji, organizirao je racije i masovna ubojstva u ruralnim područjima, često u suradnji s domobranstvom. Ove formacije, često djelujući uz odobrenje Ante Pavelića, sustavno su provodile politiku genocida nad Srbima, Židovima, Romima i političkim disidentima, ostavljajući desetke tisuća žrtava, a njihovi zločini dokumentirani su u poslijeratnim suđenjima i arhivima poput Spomen-područja Jasenovac.

### Najpoznatiji ustaški zločinci
Donji popis nije konačan, jer je veliki broj osoba na različitim razinama sudjelovao u planiranju, organiziranju i izvršenju ustaških zločina. Mnogima od njih suđeno je nakon rata, dok su neki uspjeli izbjeći pravdi.
- Ante Pavelić - Poglavnik NDH, vođa Ustaškog pokreta
- Andrija Artuković - Ministar unutarnjih poslova NDH
- Slavko Kvaternik - Zapovjednik Ustaške vojnice, ministar oružanih snaga
- Eugen Dido Kvaternik - Ravnatelj Ustaške nadzorne službe (UNS)
- Mladen Lorković - Ministar unutarnjih poslova i vanjskih poslova NDH
- Mile Budak - Ministar prosvjete i vjera, ideolog ustaškog pokreta
- Miroslav Navratil - General domobranstva, zapovjednik oružanih snaga NDH
- Vjekoslav Luburić - Zapovjednik koncentracijskog logora Jasenovac
- Božidar Cerovski - Šef Ravnateljstva ustaškog redarstva
- Jure Francetić - Zapovjednik Crne legije
- Viktor Gutić - Ustaški povjerenik za Banju Luku
- Ljubo Miloš - Zapovjednik logora Jasenovac
- Ivan Herenčić - Visoki dužnosnik Ustaške vojnice
- Ante Moškov - Zapovjednik Pavelićeve tjelesne bojne
- Mirko Puk - Ministar pravosuđa NDH
- Franjo Šimić - Zapovjednik ustaških snaga u Bosni
- Marko Došen - Predsjednik Hrvatskog državnog sabora
- Mijo Babić - Zamjenik zapovjednika logora Jasenovac
- Vlado Singer - Visoki dužnosnik Ustaške nadzorne službe
- Stjepan Hefer - Ustaški povjerenik za Sarajevo
- Leon Togonal - Vođa ustaških operacija u Ljubinju
- Josip Metzger - Zapovjednik ustaških snaga u Slavoniji
- Jozo Dumandžić - Ustaški povjerenik za Travnik
- Antun Najžer - Liječnik u logoru Jasenovac, povezan s medicinskim zločinima
- Vladimir Kren - Zapovjednik zrakoplovstva NDH
- Milivoj Ašner - Šef policije u Požegi
- Ivica Matković - Zapovjednik u logoru Stara Gradiška
- Dominik Mandić - Katolički svećenik, povezan s prisilnim pokrštavanjima
- Ivan Prpić - Ustaški dužnosnik u logoru Jasenovac
- Petar Brzica - Čuvar u logoru Jasenovac, povezan s masovnim ubojstvima
- Stjepan Crnogorac - Ustaški dužnosnik u Bosni
- Dinko Šakić - Zapovjednik koncentracijskog logora Jasenovac
- Miroslav Filipović - Zapovjednik logora Jasenovac i Stara Gradiška, poznat kao "Fra Satana"
- Rafael Boban - Zapovjednik Crne legije i ustaških snaga u Hercegovini
- Dominik Piccilli - Zapovjednik radne službe logora Jasenovac, izgradio Pićilijevu peć
- Ante Vrban - Zamjenik zapovjednika logora Stara Gradiška
- Maja Buždon Slomić - Upravnica ženskog logora Stara Gradiška
- Božica Obradović - Čuvarka u ženskom logoru Stara Gradiška

## Suđenja za zločine i poslijeratna stradanja
Nakon završetka Drugog svjetskog rata i konačnog sloma Nezavisne Države Hrvatske, brojnim ustaškim dužnosnicima i pripadnicima vojnih postrojbi suđeno je za počinjene ratne zločine. Dio istaknutih vojnih i političkih figura režima, kao što su Mile Budak, Vilko Begić, Slavko Kvaternik, Fedor Dragojlov, Vladimir Laxa, Ljubo Miloš i Slavko Štancer, osuđeni su na smrt i smaknuti. Sam poglavnik Ante Pavelić i dio najviših dužnosnika uspjeli su pobjeći iz zemlje, izbjegavajući neposredno sudsko procesuiranje. Neki od istaknutih članova ustaškog vodstva, poput Andrije Artukovića, kasnije su izručeni Jugoslaviji gdje im je suđeno, dok su drugi bili meta jugoslavenske tajne službe UDBA-e u emigraciji.
Kraj rata također je obilježen masovnim bijegom ustaških vojnih postrojbi, dijela domobranskih snaga te civilnog stanovništva prema Austriji. Ovaj egzodus bio je dijelom motiviran i strahom od odmazde partizanskih snaga, kao reakcije na brutalnost i sustavne zločine koje je ustaški režim provodio tijekom četiri godine svog postojanja. Kolone izbjeglica i vojske zaustavljene su kod Bleiburga u Austriji, gdje je britanska vojska odbila prihvatiti njihovu predaju i izručila ih jugoslavenskim partizanima. Nakon toga uslijedila su masovna izvansudska pogubljenja i teška stradanja zarobljenika i civila na marševima poznatim kao Križni put. Ovi događaji, u hrvatskoj historiografiji i javnosti poznati kao Bleiburška tragedija, predstavljaju tragičan završetak rata na ovim prostorima, čijem su krvavom i osvetničkom karakteru na kraju rata značajno doprinijeli i prethodno počinjeni zločini ustaškog režima.
Značajan pravosudni epilog dogodio se i nakon osamostaljenja Republike Hrvatske. Dinko Šakić, koji je tijekom 1944. godine bio zapovjednik koncentracijskog logora Jasenovac, izručen je Hrvatskoj iz Argentine 1998. godine. Na Županijskom sudu u Zagrebu 1999. godine osuđen je na maksimalnu kaznu zatvora za ratne zločine protiv civilnog stanovništva, što je predstavljalo jedno od posljednjih velikih suđenja za zločine počinjene tijekom Drugog svjetskog rata na hrvatskom tlu.

## Poricanje i revizionizam
Povijesno razdoblje Nezavisne Države Hrvatske i zločini počinjeni od strane ustaškog režima predmet su kontinuiranog historiografskog istraživanja, ali i, nažalost, pokušaja povijesnog revizionizma. Ovi pokušaji često su usmjereni na umanjivanje razmjera i karaktera ustaških zločina, negiranje ili relativiziranje genocidne prirode režima, te na reinterpretaciju povijesnih događaja na način koji odstupa od utvrđenih činjenica i konsenzusa većine relevantnih povjesničara. Ovakve tendencije predstavljaju ozbiljan problem jer otežavaju objektivno sagledavanje prošlosti, vrijeđaju sjećanje na žrtve i mogu imati negativne posljedice na društvenu koheziju i proces suočavanja s prošlošću.
Jedan od čestih oblika revizionizma očituje se u manipuliranju brojem žrtava, posebno kada je riječ o koncentracijskim logorima poput Jasenovca. Priloženi tekstovi ukazuju na to da su i u razdoblju socijalističke Jugoslavije popisi žrtava rata bili predmet manipulacija ili su držani u tajnosti, što je otvaralo prostor za kasnije različite interpretacije. Nakon 1990. godine, pojavili su se pokušaji drastičnog smanjivanja broja žrtava Jasenovca, ponekad i do "četveroznamenkastih" brojeva, što je u potpunoj suprotnosti s rezultatima dugogodišnjih istraživanja i poimeničnim popisima žrtava. Povjesničar Vladimir Geiger 2020. godine kritički piše o "sustavnom umanjivanju srpskih i židovskih žrtava ustaša" te o pojedincima i skupinama koji "uporno zastupaju svoje osebujno manirističko viđenje NDH i logora Jasenovac", posebno ističući djelovanje povjesničara, novinara, publicista, svećenika i pogotovo povjesničara amatera poput Mladena Ivezića, Vladimira Markocija, Vladimira Horvata, Stipe Pilića, Blanke Matković, Igora Vukića, Josipa Pečarića, Stjepana Razuma i Romana Leljaka u tom kontekstu.
Kritikama je bio izložen i rad nekih službenih tijela. Primjerice, Državna komisija za utvrđivanje ratnih i poratnih žrtava, koja je djelovala nakon 1990. godine, u svom izvješću iz 1999. iznijela je tvrdnje o broju žrtava na Dotrščini koje su pripisane isključivo partizanima u svibnju 1945., te je utvrdila višestruko manji broj žrtava Jasenovca (2.238) od onog koji navode relevantna istraživanja. Takvi zaključci, doneseni bez čvrstih dokaza i u suprotnosti s dostupnom arhivskom građom, ocijenjeni su u dijelu stručne javnosti kao pokušaj revizije povijesti i umanjivanja ustaških zločina.
Poricanje i revizionističke interpretacije ustaških zločina ne samo da iskrivljuju povijesnu istinu, već i ometaju proces pomirenja i izgradnje zdravog odnosa prema vlastitoj prošlosti. Suočavanje s punom istinom o zločinima počinjenim u ime bilo koje ideologije ili režima preduvjet je za sprječavanje ponavljanja sličnih tragedija u budućnosti.